# خوزه ویلالبا
خوزه ویلالبا (انگلیسی: José Villalba; ۱ ژانویهٔ ۱۹۲۰ – ۱ ژانویهٔ ۱۹۸۷) بازیکن فوتبال اهل آرژانتین بود.
از باشگاه‌هایی که در آن بازی کرده‌است می‌توان به باشگاه ورزشی اینترناسیونال اشاره کرد.